# 中國劍術
中國劍術包括了一系列發源於中國的劍術。不過，中國沒有任何一個武術派別是專門教授劍術的。但是，許多兼收并蓄的中國武術學校卻要求學員能夠單手或雙手使用單刃的刀或雙刃的劍。
許多中國武術流派都會教授劍術。其中，包括了武當劍和太極劍等等。
同時，中國劍術還包括了雙刀。